# Hysteropterum syriacum
Hysteropterum syriacum är en insektsart som beskrevs av Melichar 1906. Hysteropterum syriacum ingår i släktet Hysteropterum och familjen sköldstritar. Inga underarter finns listade i Catalogue of Life.